# Vild ribs
Vild ribs (Ribes spicatum) er en busk, der vokser i skove og hegn. Den ligner haveribs, men blomstens underbæger er svagt klokkeformet (ikke skålformet) og støvknapperne er lige så lange som brede. Desuden er bladene gråligt hårede på undersiden.

## Beskrivelse
Vild ribs er en op til 2 meter høj, løvfældende busk med en opret, åben vækstform. grenene er stive og rette, mens sidegrenene kan være noget overhængende. Med tiden bliver de ældste grene nedliggende. Barken er først lyst grågrøn, men senere bliver den opsprækkende, og gamle grene har mørkegå grene. Knopperne er spredte, spidst ovale og grålige.
Bladene er femlappede med savtakket rand. Bladpladen ind mod stilken er lige afskåret (modsat hjerteformen hos haveribs). Oversiden er rynket og mørkegrøn, mens undersiden er lysegrøn og gråligt håret. Blomstringen sker lige efter løvspring, hvor man ser blomsterne samlet i overhængende klaser med 10-20 blomster fra bladhjørnerne. De enkelte blomster er klokkeformede med små, rødlige bægerblade og bittesmå, grønne kronblade. Modsat hos Have-Ribs er blomstens underbæger svagt klokkeformet (ikke skålformet) og støvknapperne er lige så lange som brede. Frugterne er klare, røde bær, som modner godt. Frøene spedes med fugle og spirer godt i Danmark.
Rodnettet er meget højtliggende, men vidt udbredt.
Højde x bredde og årlig tilvækst: 2 x 2 m (25 x 25 cm/år).

## Voksested
Planten vokser i sumpskove, ellekrat og langs vandløb i Danmark, hvor man ser den sammen med bl.a. kærdueurt, kærsnerre, lundrapgræs, rødel, solbær, stor nælde, sumpforglemmigej og sværtevæld.
| Portal | Portal:Botanik |